# Atentado em Estrasburgo em 2018
Em 11 de dezembro de 2018, às 19h50, um ataque terrorista ocorreu em Estrasburgo, na França, quando um homem abriu fogo contra o Christkindelsmärik enquanto gritava "Allahu Akbar". A 16 de dezembro, cinco pessoas tinham morrido, e 11 ficado feridas, quatro gravemente. Às 12h00, seis dos feridos estavam em estado crítico, lutando por suas vidas. O atirador deixou a área de táxi . O suspeito, nascido em Estrasburgo em uma família argelina, foi identificado como Chérif Chekatt, de 29 anos de idade. Na noite do dia 13 de dezembro, Chérif foi reconhecido por policiais e morto em uma troca de tiros.

## Contexto
O Christkindelsmärik é a feira de inverno em Estrasburgo, realizada anualmente na praça em frente à Catedral de Estrasburgo desde 1570. Em 2000, um atentado a bomba foi frustrado pela polícia francesa e alemã: o Grupo Salafista de Pregação e Combate planejava detonar panelas de pressão, transformadas em bombas caseiras, no meio da  multidão no Christkindelsmärik. Desde então, o mercado tem estado sob segurança reforçada e sujeito a várias tentativas de ataque suspeitas ou reais. Em 2016, quando várias pessoas foram presas em Marselha e Estrasburgo por preparar um ataque terrorista, o cancelamento do mercado de Natal foi considerado, embora por fim não tenha ocorrido.

## Vítimas
Três pessoas foram mortas no local, enquanto 11 outras ficaram feridas, 4 em estado crítico. Um dos mortos foi identificado como um turista de 45 anos da Tailândia que estava de férias com sua esposa, que também foi baleada, mas sobreviveu. Os outros mortos foram um homem de 60 anos de Estrasburgo que foi baleado em frente a um restaurante e um homem do Afeganistão que morreu dois dias depois.

## Reações

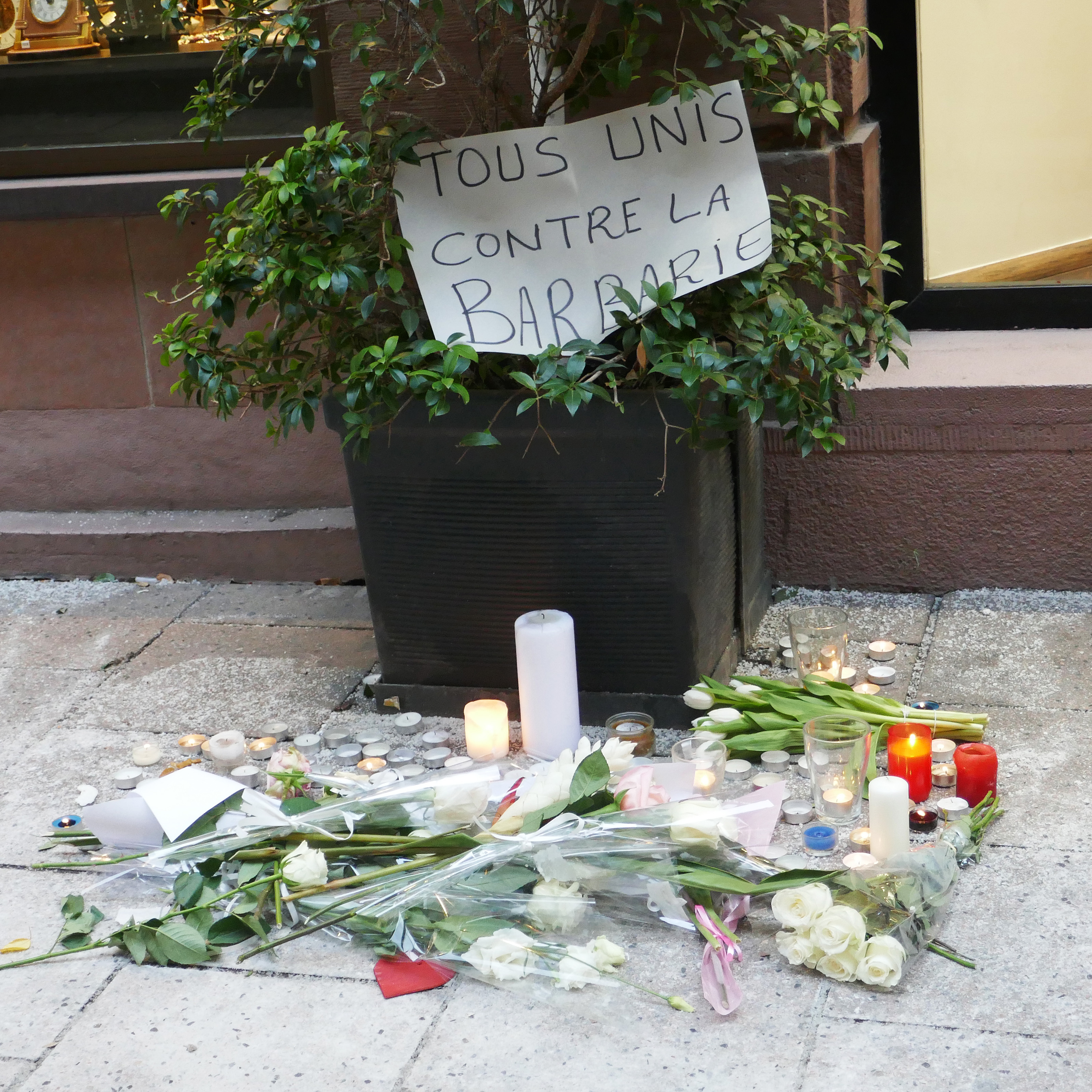
Homenagem às vítimas, rue des Orfèvres.

O Presidente da Comissão Europeia, Jean-Claude Juncker, e o Primeiro Ministro do Luxemburgo, Xavier Bettel, reagiram no mesmo dia ao Twitter, expressando condolências; Juncker chamou Estrasburgo de "uma cidade de símbolo da paz e democracia européias" e Bettel, um "símbolo dos valores europeus". Theresa May disse que "seus pensamentos estão com todos os afetados e com os franceses". Poucas horas após o terrorista ter sido abatido, o Daesh afirmou que este era um seu militante.